# Superior Taste Award
El Superior Taste Award (Premio al sabor superior) es un premio otorgado anualmente, el cual reconoce alimentos y bebidas de excelente sabor y calidad. Este premio es otorgado por el International Taste & Quality Institute(iTQi), ubicado en Bruselas, Bélgica. El premio es utilizado como punto de referencia para los directores de calidad, y como una poderosa herramienta para los departamentos de ventas y marketing. Es a menudo considerado como la "Guía Michelin" de los productos alimenticios.

## Jurado
Los alimentos y bebidas son evaluados por 120 chefs y sumilleres europeos reconocidos mundialmente, todos ellos con una vasta experiencia en catas y degustaciones. El International Taste & Quality Institute (iTQi) trabaja con la “Association de la Sommellerie Internationale (ASI)” y chefs de diversas organizaciones europeas:

## Evaluaciones sensoriales
Los productos son analizados individualmente, a ciegas, sobre la base de sus características propias, haciendo hincapié en la intensidad del sabor. Cada parámetro organoléptico (impresión, apariencia, aroma, textura, sabor y olfato) es evaluado y comentado por los miembros del jurado. Los productos no compiten entre sí. Se llevan a cabo dos sesiones por separado, en la primera los alimentos son catados por un jurado de chefs, en la segunda los sommelliers evalúan las bebidas.
Cada producto, es clasificado en una de las 340 categorías y es degustado según las indicaciones del productor. Todos jueces evalúan cada producto según un análisis sensorial / organoléptico. Para tal análisis, los criterios siguientes son medidos y comentados de manera separada:
1. Primera impresión/ general
2. Sabor
3. Olor
4. Visual
5. Textura/consistencia
6. Retrogusto/retro-olfato

Se da una puntuación por cada criterio, así como un comentario justificando la puntuación. Con los resultados finales, todos los fabricantes participantes reciben un informe con el análisis, comentarios y sugerencias de mejora para sus productos.

## Los premios
Todos los productos con un puntaje mínimo del 70% son premiados de la siguiente manera:
- Una estrella de oro con una puntuación entre el 70% y el 80%: Los productos son premiados por su “Sabor Notable“
- Dos estrellas de oro con ua puntuación entre el 80% y el 90%: Los productos son premiados como “Remarcable“
- Tres estrellas de oro con una puntuación superior al 90%: Los productos son premiados como “Excepcional“

## Ceremonia de premios
Después del anuncio de los ganadores a comienzos de la primavera, la presentación de los premios se lleva a cabo en Bruselas durante la ceremonia anual en el mes de mayo. A este evento asisten los productores ganadores, diplomáticos, y miembros de la prensa internacional.